# Un vagabundo en el extranjero

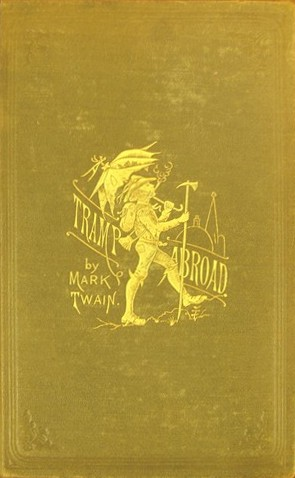
Portada de la primera edición de "Un vagabundo en el extranjero".

Un vagabundo en el extranjero (en inglés original A Tramp Abroad) es una obra de literatura de viajes del escritor estadounidense Mark Twain, publicada en 1880. El libro detalla un viaje realizado por el autor con su amigo Harris (un personaje creado para el libro, y basado en su mejor amigo, José Twichel) a través de Europa central y meridional.

## Sinopsis
Aunque el objetivo declarado del viaje era realizar a pie la mayor parte del camino, los protagonistas se encuentran con otras formas de transporte a medida que atraviesan el continente. El libro es el tercero de cinco de los libros de Mark Twain sobre viajes y con frecuencia se piensa que es una secuela no oficial del primero, Guía para viajeros inocentes (The Innocents Abroad).
Mientras los dos hombres se abren camino a través de Alemania, los Alpes e Italia, se encuentran con situaciones que se vuelven mucho más humorísticas por sus reacciones a ellas. El narrador (Twain) desempeña el papel del turista estadounidense de la época, creyendo que él entiende todo lo que ve, aunque en realidad no comprende la realidad. Hubo muchas críticas sobre este libro, aunque fue el más vendido en esa época.